# Lửng châu Âu
Lửng châu Âu (Meles meles) là loài lửng bản địa thuộc chi Meles ở châu Âu.
Đây là loài bản địa hầu như khắp châu Âu. Nó sống trong hang và sống theo bầy đàn. Nó rất cầu kỳ trong việc giữ hang vệ sinh sạch sẽ, và đại tiện trong hố riêng. Các trường hợp người ta biết đến loài lửng châu Âu lửng chôn cất các thành viên trong gia đình đã chết của chúng. Mặc dù hung dữ khi bị chọc tức, một đặc điểm được khai thác cho các môn thể thao trêu chọc lửng châu Âu, lửng châu Âu nói chung là một con vật hiền lành, có thể chia sẻ hang của nó với các loài khác như thỏ, cáo đỏ và con lửng chó. Mặc dù nó không thường bắt gia cầm nuôi, nó bị cáo buộc gây thiệt hại chăn nuôi thông qua việc lây lan bệnh lao bò.

## Tên gọi
Cho đến giữa thế kỉ 18, lửng châu Âu được biết đến với một số tên gọi khác nhau như brock, pate, grey và bawson. Tên gọi brock vẫn tồn tại ở một số nơi, từ gốc từ tiếng Đan Mạch là brok, cũng có nghĩa là lửng. Ví dụ, ở tiếng Ai len, từ lửng là broc. Tên gọi "bawson" có nguồn gốc từ "bawsened", có nghĩa một cái gì đó sọc có màu trắng. "Pate" cũng là tên địa phương từng phổ biến ở Bắc Anh.

## Mô tả

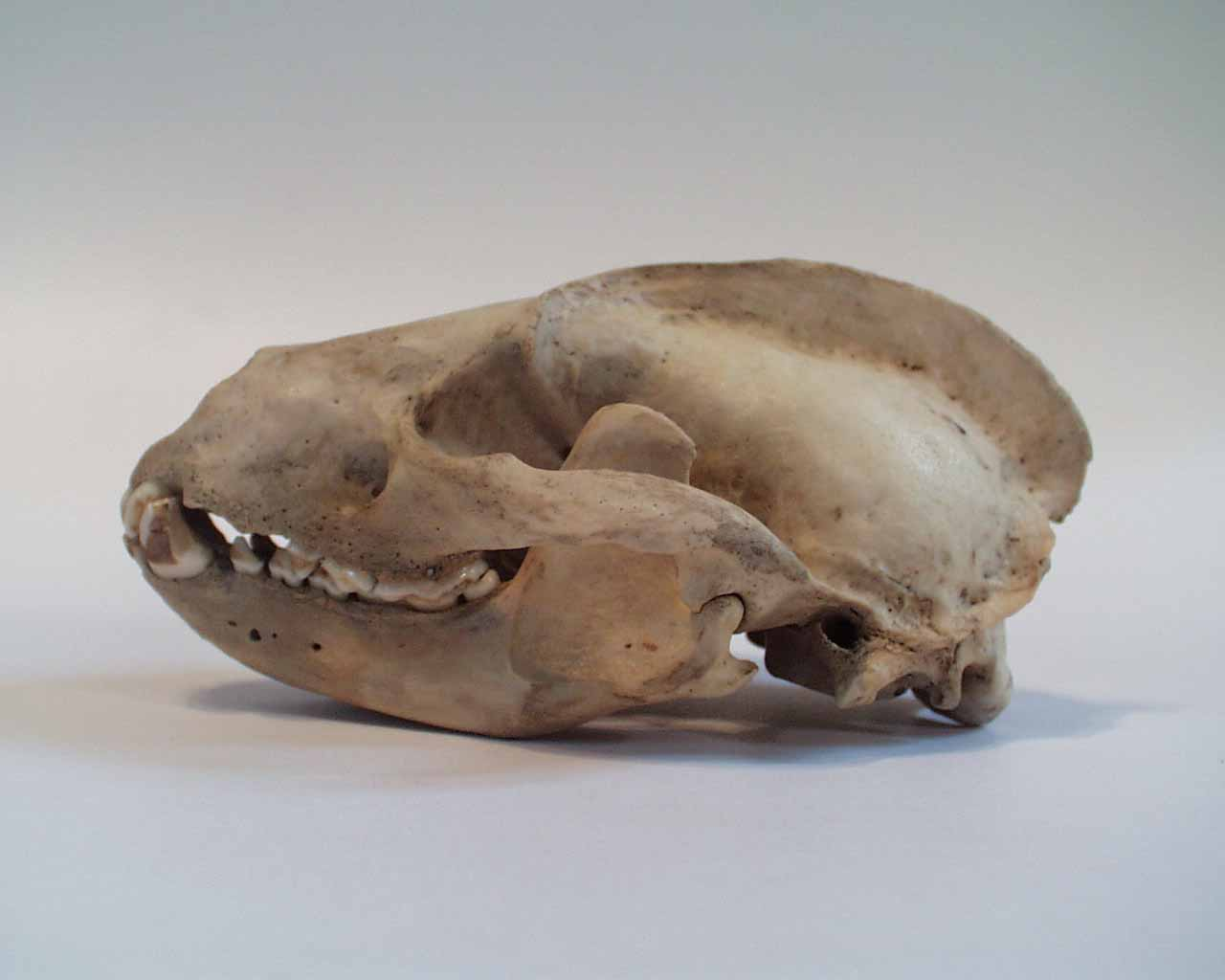
Hộp sọ

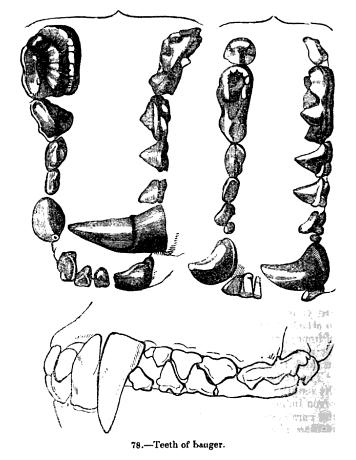
Cách bố trí răng của lửng.

Loài này ăn một số động vật và thực vật. Con trưởng thành cao 25–30 cm chiều cao vai, dài 60–90 cm, đuôi dài 12–24 cm, chân sau dài 7,5–13 cm và chiều cao tai 3,5–7 cm. Con đực nhỉnh hơn con cái trong các kích thước, nhưng có thể nặng hơn đáng kể. Trọng lượng của chúng khác nhau theo mùa, từ mùa xuân đến mùa thu và đạt đỉnh trong khi bắt đầu ngủ đông. Trong suốt mùa hè, trọng lượng 7–13 kg (15-27 lb) và 15–17 kg (33-38 lb) vào mùa thu. Con chửa có thể đạt trọng lượng khoảng 17,2 kg (38 lb), trong khi con đực đặc biệt lớn đã được báo cáo vào mùa thu. Trọng lượng lớn nhất xác nhận là 27,2 kg (60 lb), mặc dù chưa được xác minh mẫu vật đã được ghi nhận tới 30,8 kg (68 lb) và thậm chí 34 kg (75 lb).
Đến năm 2005, loài này có 8 phân loài, gồm:
- Meles meles meles (Linnaeus, 1758)
- Meles meles arcalus (Miller, 1907)
- Meles meles canascens (Blanford, 1875)
- Meles meles heptneri (Ognev, 1931)
- Meles meles marianensis (Graells, 1897)
- Meles meles milleri (Baryshnikov, Puzachenko và Abramov, 2003)
- Meles meles rhodius (Festa, 1914)
- Meles meles severzovi (Heptner, 1940)

## Phân bố
Ranh giới phân bố của loài này ở châu Âu và lửng châu Á là sông Volga, loài ở châu Âu phân bố trên bờ tây. Chúng sống chủ yếu ở Nga thuộc châu Âu, với 30.000 cá thể đã được ghi nhận vào năm 1990. Chúng trở nên phong phú và ngày càng tăng trên toàn phạm vi phân bố của chúng do sự giảm bệnh dại. Ở Anh, lửng có số cá thể tăng 77% trong giai đoạn thập niên 1980-1990. Số cá thể lửng châu Âu ở Vương quốc Anh ước tính khoảng 250.000 (190.000 ở Anh, 25.000 ở Scotland và 35.000 ở Wales).

## Hành vi

### Sinh sản
Động dục ở lửng châu Âu kéo dài từ 4 đến 6 ngày, và có thể diễn ra suốt năm, với đỉnh điểm cao nhất vào mùa xuân. Phát dục ở con đực thường thay đổi theo giai đoạn; trung bình ở độ tuổi khoảng 12–15 tháng, trong khi một số con khác sớm hơn khoảng 9 tháng hoặc trễ hơn khoảng 2 năm. Khả năng tình dục cao nhất từ tháng 1 đến tháng 5, với lượng tinh trùng giảm dần trong mùa hè. Con cái thường bắt đầu rụng trứng ở năm thứ hai, tuy cũng có một số ngoại lệ gặp ở tháng thứ 9.
Chúng có thể giao phối ở bất kỳ thời điểm nào trong năm khi các con cái trưởng thành động dục và các con con xuất hiện lần động dục đầu tiên. Việc giao phối xảy ra ngoài giai đoạn trên đặc biệt thường gặp ở những con cái không giao phối được trước hoặc trưởng thành chậm. Lửng thường sống thành từng cặp; con được chỉ giao phối với một con cái trong suốt đời của nó, trong khi con cái có thể giao phối với nhiều con đực. Việc giao phối kéo dài 15–60 phút, tuy nhiên việc giao phối có thể diễn ra trong thời gian ngắn hơn khoảng 2 phút nếu con cái không trong thời kỳ động dục.

### Đào hang

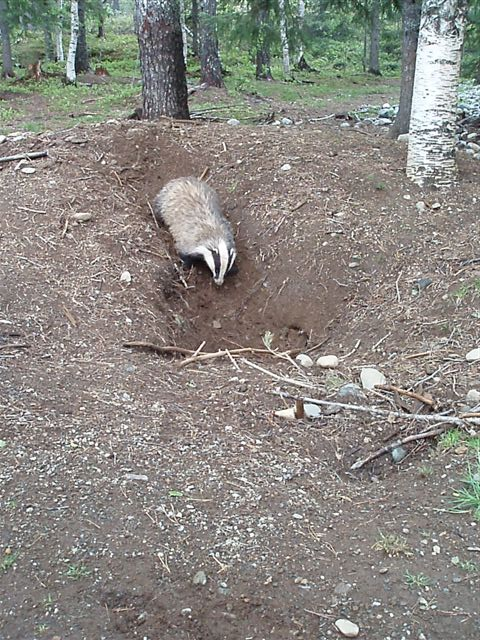
Lối vào "nhà" của lửng

Giống như những loài lửng khác, lửng châu Âu là những động vật đào hang. Do đó, mật độ hang mà chúng đào tạo thành một hệ thống phức tạp nhất, và hệ thống này được kế thừa từ thế hệ này sang thế hệ khác. Số lối thoát của một tổ thay đổi từ vài lỗ đến 44-50. Tổ của nó có thể rất lớn, và đôi khi có thể đủ chỗ ở cho nhiều "gia đình". Trong trường hợp có nhiều gia đình sinh sống cùng thì có nhiều đoạn bị ngăn cách và hình thành các khu vực riêng. Nhiều tổ có thể có lối ra chỉ được sử dụng trong trường hợp nguy hiểm hoặc đùa giỡn. Một tổ đặc trưng có bề rộng 22–63 cm (8,7–24,8 in) và cao 14–32 cm (5,5–12,6 in). Có 3 khu vực trong một tổ, một vài trong số đó được mở cả hai đầu. Mỗi một khu vực nằm cách cửa 5–10 m (5,5–10,9 yd), và cách mặt đất hơn 1 m, trong một số trường hợp là 2,3 m (2,5 yd).
Nhìn chung, các lối đi trong hang dài 35–81 m (38–89 yd). Các khu vực tổ có kích thước trung bình 74 cm × 76 cm (29 in × 30 in), và cao 38 cm (15 in). Lửng đào vào làm ở suốt cả năm, đặc biệt vào mùa thu và xuân. Việt duy trì hệ thống tổ thường được thực hiện bởi các con đực và con cái trưởng thành phụ thuộc. Các khu vực trong hệ thống tổ thường được lót đáy bằng các vật liệu như cỏ, dương xỉ diều hâu, rơm, lá cây hoặc rêu. Có đến 30 bó cỏ có thể được mang vào tổ trong vòng một đêm. Chúng nổi tiếng là các con vật có tính sạch sẽ, chúng thường thay vật liệu lót tổ cũ. Trong mùa đông, chúng có thể mang các vật liệu lót ra ngoài để phơi nắng sáng và mang vào buổi chiều. Việc dọn dẹp vào mùa xuân để chào đón con non, và có thể thực hiện việc này nhiều lần trong suốt mùa hè để ngăn chặn ký sinh trùng.
Nếu một con lửng chết trong tổ, nó sẽ lấp ngăn đó và đào một ngăn mới. Một số lửng sẽ tha con chết ra khỏi tổ và đem chôn chúng. Một hệ thống tổ luôn nằm gằn một cái cây, được lửng sử dụng để duỗi chân hoặc cào móng vuốt. Lửng đi vệ sinh ở những khu vực nhất định, đó là những nơi gần hệ thống tổ và ở những vị trí chiến lược trên ranh giới lãnh thổ của chúng hoặc ở gần nơi có nguồn thức ăn dồi dào. Trong những trường hợp không có đủ không gian để đào hang, lửng sẽ di chuyển vào các đống cỏ khô để trú đông. Chúng có thể dùng chung lãnh thổ với cáo đỏ hoặc thỏ châu Âu. Thỏ có thể hưởng lợi từ sự có mặt của những con lửng, như sự bảo vệ để chống lại các kẻ thù khác, và thường tránh được sự săn của chính những con lửng bằng cách đào hang nhỏ hơn, khó để đến được những khu vực trong tổ.

### Ngủ đông

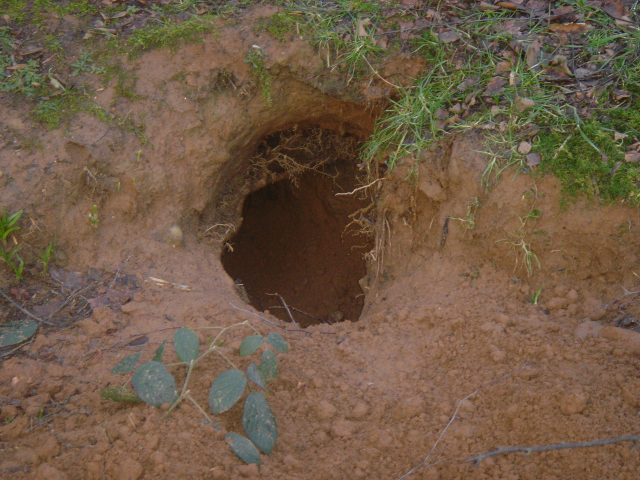
Cửa hang của lửng châu Âu.

Cũng như gấu, khi loài lửng này ngủ đông thì không đi kèm với việc hạ thấp nhiệt độ cơ thể hoặc chức năng cơ thể. Chúng bắt đầu để chuẩn bị cho giấc ngủ mùa đông trong thời gian cuối mùa hè bằng việc tích lũy dự trữ chất béo, trong đó đạt đến đỉnh điểm vào tháng 10. Trong thời gian này, sàn hang được làm sạch và buồng nằm ngủ được lót. Chúng thường chuẩn bị sàn ngủ một khi tuyết rơi. Ở Nga, lửng chui vào hang giấc ngủ đông từ cuối tháng 10 đến giữa tháng 11. Trong các khu vực như Anh và Transcaucasia, nơi mà mùa đông ít khắc nghiệt, lửng hoặc bỏ giấc ngủ mùa đông hoàn toàn hoặc ngủ thức gián đoạn. Sau khi chìm vào giấc ngủ, lửng chặn lối vào bằng những chiếc lá khô và đất. Chúng chui khỏi nơi ngủ đông từ tháng 3 và đầu tháng 4.

### Chế độ ăn

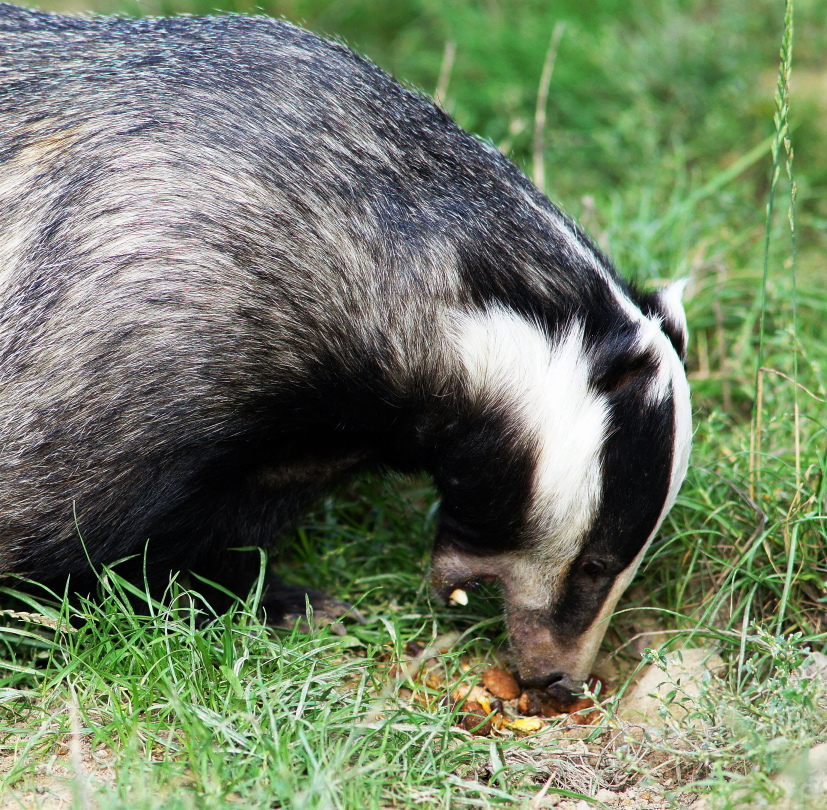
Một con lửng đang ăn

Cùng với loài gấu nâu, lửng châu Âu là một trong những loài ít ăn thịt nhất của Bộ Ăn thịt, chúng là loài ăn tạp rất thích ứng và cơ hội, có chế độ ăn bao gồm một loạt các động vật và thực vật. Giun đất là nguồn thức ăn quan trọng nhất, tiếp theo là côn trùng lớn, động vật có vú nhỏ hoặc con non, xác chết, ngũ cốc, trái cây và các chất lưu trữ dưới lòng đất. Động vật có vú bị săn bắt bởi lửng châu Âu bao gồm thỏ, chuột, chuột đồng, chuột chù, nốt ruồi và nhím châu Âu. Con mồi côn trùng bao gồm bọ da, bọ hung và bọ cánh cứng mặt đất, sâu bướm, ấu trùng và ong bắp cày và ong vò vẽ.
Thỉnh thoảng, chúng ăn động vật làm tổ trên mặt đất như chim, ếch, cóc, sa giông, rắn, thằn lằn, ốc sên, ốc sên, nấm, và thực phẩm màu xanh lá cây như cỏ ba lá và cỏ, đặc biệt là vào mùa đông và trong thời gian hạn hán. Chúng có đặc trưng bắt một số lượng lớn một loại thực phẩm trong mỗi cuộc săn. Nói chung, chúng không ăn hơn 0,5 kg (1.1 lb) thức ăn mỗi ngày, với con non chưa đạt được một năm tuổi ăn nhiều hơn con trưởng thành. Một con lửng trưởng thành nặng 15 kg (33 lb) ăn một số lượng thực phẩm bằng 3,4% trọng lượng cơ thể của nó. Chúng thường ăn con mồi tại chỗ, và hiếm khi vận chuyển nó về hang ngủ của chúng. Có trường hợp chúng giết gà chết dư trong chuồng gà.
Lửng châu Âu săn bắt thỏ trong suốt cả năm, đặc biệt là trong suốt thời gian khi có con non. Chúng bắt được thỏ non bằng cách định vị vị trí của chúng trong tổ của họ bởi hương thơm, sau đó đào theo chiều dọc xuống đến con mồi. Ở các huyện miền núi, đồi, rau thực phẩm khan hiếm, lửng dựa việc săn bắt thỏ như là một nguồn thực phẩm chủ yếu. Thỏ trưởng thành thường được tránh bị bắt, trừ khi chúng bị thương hoặc bị bắt trong các bẫy. Chúng ăn con thỏ cách chuyển chúng trong bẫy ra ngoài và ăn thịt, để lại phần da. Thực phẩm ngũ cốc bao gồm lúa mì, yến mạch, ngô và lúa mạch thỉnh thoảng. Trái cây bao gồm táo, lê, mận, mâm xôi, quả việt quất, quả mâm xôi, dâu tây, sồi, beechmast, pignuts và thân ống arum hoang dã.

## Bệnh tật
Lao là yếu tố gây tử vong chính của lửng, mặc dù lửng bị nhiễm bệnh có thể sống và sinh sản thành công nhiều năm trước khi ngã gục vì bệnh này. Lửng dễ bị tổn thương đối với mustelid herpesvirus-1, cũng như bệnh dại và canine distemper, mặc dù 2 căn bệnh được đề cập sau không có mặt ở Đại Anh. Lửng được xem là phát tán bệnh lao bò cho gia súc. Các bệnh khác mà lửng châu Âu có thể mắc phải như arteriosclerosis, pneumonia, pleurisy, nephritis, enteritis, polyarthritis và lymphosarcoma. Các loài ký sinh trùng thường gặp trên lửng gồm các loài bọ chét như Paraceras melis, Chaetopsylla trichosa và Pulex irritans, chí như Trichodectes melis, ve bét như Ixodes ricinus, I. canisuga, I. hexagonus, I. reduvius, I. melicula. Ghẻ chó cũng gặp ở Lửng. Sán lải ở lửng gồm các loài sán lá như Itygonimus lorum; giun tròn gồm Molineus patent, Uncinaria stenocephala, Capilara erinacei, Aelurostrongylus falciformis và sán sơ mít như Mesocestoides lineatus và Dilepis undula.

### Sách
- Harris, Stephen; Yalden, Derek (2008). Mammals of the British Isles. Mammal Society; 4th Revised edition edition. ISBN 0-906282-65-9.
- Kurtén, Björn (1968). "Pleistocene mammals of Europe" (Tài liệu). Weidenfeld and Nicolson.
- Heptner, V. G.; Sludskii, A. A. (2002). Mammals of the Soviet Union. Vol. II, part 1b, Carnivores (Mustelidae and Procyonidae). Washington, D.C.: Smithsonian Institution Libraries and National Science Foundation. ISBN 90-04-08876-8.
- Macdonald, David (2001). "The New Encyclopedia of Mammals" (Tài liệu). {{Chú thích tài liệu}}: Chú thích document cần |publisher= (trợ giúp); Đã bỏ qua tham số không rõ |isbn= (trợ giúp)
- Neal, Ernest (1958). "The Badger" (Tài liệu). Penguin Books.
- Pease, Alfred Edward (1898). "The badger; a monograph" (Tài liệu). London: Lawrence and Bullen, ltd. {{Chú thích tài liệu}}: Đã bỏ qua tham số không rõ |url= (trợ giúp)
- (tiếng Ý) Spagnesi, Mario; De Marina Marinis, Maria (2002). Mammiferi d'Italia (PDF). Quaderni di Conservazione della Natura. ISSN 1592-2901.[liên kết hỏng]